# Dion Boucicault
Pour les articles homonymes, voir Boucicault.
 (mai 2023).
Si vous disposez d'ouvrages ou d'articles de référence ou si vous connaissez des sites web de qualité traitant du thème abordé ici, merci de compléter l'article en donnant les références utiles à sa vérifiabilité et en les liant à la section « Notes et références ».
Dion Boucicault, Dionysius Lardner Boursiquot, est un acteur et dramaturge irlandais, né le 26 décembre 1822 à Dublin, mort le 18 septembre 1890 à New York. Célèbre pour ses mélodrames, Boucicault était considéré, dans la deuxième moitié du XIXe siècle, comme l'un des meilleurs acteurs, auteurs et directeurs de théâtre du monde anglophone. À sa mort, le New York Times l'a salué comme « le dramaturge anglais le plus remarquable du XIXe siècle ».

## Biographie
Dion Boucicault voit le jour à Dublin, mais termine sa scolarité en Angleterre. Dès l'école, il commence à écrire des ébauches de pièces et à jouer sous le nom de Lee Moreton. Il joue lui-même dans sa première pièce, Legend of Devil's Dyke (1838), à Brighton. Sa première pièce de théâtre montée à Londres, Le Bel Air de Londres (London Assurance) en 1841, remporte un grand succès. Les pièces suivantes ne rencontre toutefois pas autant de faveur et Boucicault doit attendre 1852 pour retrouver un certain succès grâce à sa pièce The Corsican Brothers (Les Frères corses), adaptation du roman d'Alexandre Dumas.
Il s'installe à New York en 1853, où il remporte un vif succès avec The Poor of New York (Les Pauvres de New York, 1857), une adaptation de l'œuvre d'Eugène Nus et Édouard Brisebarre, Les Pauvres de Paris, puis avec Dot en 1859, adaptation d'un conte de Charles Dickens, Le Grillon du foyer, et enfin avec The Octoroon en 1859, pièces qui traitent notamment de la pauvreté urbaine et de l'esclavage. En 1860, il écrit sa dernière pièce new-yorkaise, Le Lac de Glenaston (The Colleen Bawn), puis rentre à Londres pour mettre en scène la pièce, qui est jouée 247 fois à l'Adelphi Theatre. Par la suite, il écrit encore d'autres pièces à succès, notamment The Shaughran (1875) et Robert Emmet (1884).
Les pièces de Boucicault contribuèrent à perpétuer le type de l'Irlandais saoul, fougueux et bavard, fréquent dans le théâtre britannique depuis l'époque de Shakespeare. Boucicault est cependant souvent considéré comme le dramaturge irlandais le plus spirituel de la période.

## Principales œuvres
- 1841 : Le Bel Air de Londres (London Assurance) ; adaptation de Jean-Marie Besset, Théâtre de la Porte-Saint-Martin, Paris, 1998
- 1842 : The Bastile
- 1844 : Old Heads and Young Hearts
- 1847 : The School for Scheming
- 1848 : Confidence
- 1848 : The Knight Arva
- 1852 : The Corsican Brothers
- 1852 : The Vampire
- 1855 : Louis XI
- 1855 : Janet Pride, drame, créé à l'Adelphi Theatre[3]
- 1857 : The Poor of New York
- 1859 : The Octoroon
- 1860 : Le Lac de Glenaston (The Colleen Bawn) ; adaptation d'Adolphe d'Ennery, Paris, Théâtre de l'Ambigu-Comique, 1861
- 1864 : Jean La Poste (Arrah-na-Pogue) ; adaptation d'Eugène Nus, Théâtre de la Gaîté Lyrique, Paris, 1866
- 1866 : Rip van Winkle or The Sleep of Twenty Years
- 1866 : Léa (Hunted Down / The Lives of Mary Leigh) ; adaptation d'Émile de Najac, Théâtre du Gymnase Paris, 1875
- 1868 : After Dark : A Tale of London Life
- 1872 : Babil and Bijou (première le 29 août au Covent Garden, avec Joseph Maas et Annie Sinclair dans les rôles titres[4].)
- 1874 : The Shaughraun
- 1884 : Robert Emmet
- 1885 : The Jilt

## Dion Boucicault dans laRevue d'art dramatique
Dion Boucicault, par L. Vernay, Revue d'art dramatique, Paris, 1890, Tome 20, no 11, p. 89 ;
lire en ligne sur Gallica

« M. Dion Boucicault, acteur et auteur dramatique anglais, vient de mourir à New York où il était retiré depuis quelques années. Il a succombé aux attaques d'une pneumonie qui l'a rapidement emporté. Au reste, il ne prenait aucun soin de sa santé et comptait sur son tempérament pour résister au mal dont il sentait  depuis longtemps les atteintes. La mort l'a surpris en plein travail, laissant quelques œuvres inachevées. Quatre jours avant il lisait le scénario d'une pièce à un directeur.
Dion Boucicault était né à Dublin le 20 ou le 24 décembre 1922. Son père, S. S. Boucicault, était un réfugié français et sa mère était Irlandaise. En 1833, le jeune Boucicault fut envoyé à l'école à Hampstead. Il ne montra pas d'abord d'heureuses dispositions. Il avait horreur du latin et la table de multiplication était pour lui une torture. A quatorze ans, il suivit les cours de l'université de Londres tout en étant en pension chez Harry Stebbing, le célèbre historien. Là il se montra encore un très mauvais étudiant. En 1838, il fut mis au collège de Brentford. Dans l'été de cette même année, les élèves donnèrent une représentation de Pizarre. Le rôle de Rolla lui échut. Comme on avait besoin d'un acte pour terminer le spectacle, il offrit de l'écrire et il composa une piécette qui, quatre ans plus tard, fut jouée au Princess Theatre de Londres, sous le titre : La Vieille Garde de Napoléon. Ce premier succès fixa son esprit sur le théâtre, il ne songea plus qu'à devenir comédien. Un ami de son père, le docteur Lardener, le prit avec lui et voulut en faire un ingénieur civil, mais Boucicault déclara bientôt vouloir entrer au théâtre. Il s'engagea dans une troupe de province, mais revint, après quelques mois, à Londres plus pauvre qu'il n'était parti. Il mena alors une vie de misère, changeant de logement tous les jours, vendant le peu qu'il possédait pour manger, mais refusant de rentrer au logis paternel. « Oh! Cet hiver de 1840-41, dit-il dans ses mémoires, comment je fis ? Je ne m'en souviens plus. Mais durant cet hiver, j'écrivis la comédie de London Assurance, une pièce enfantine, premier jet d'un esprit naturel. Cela était écrit sur un cahier d'écolier d'un sou, quelquefois au crayon, lorsque l'encre était gelée. Je travaillais dans mon lit pour avoir plus chaud. Quand j'eus finis, je la donnai à copier à un Irlandais. Je n'oublierai jamais le nom de cet homme, il s'appelait Blake. Je craignais d'éprouver un refus, car je savais que cela coûterait cinq livres, et je n'avais pas la moitié de cette somme. Blake me la rapporta, mais avant que j'aie ouvert la bouche, il me dit: « Donnez-moi une poignée de main. Je n'ai jamais copié de pièce comme celle-ci, et cela m a fait un grand plaisir ; je suis fier qu'elle soit écrite par un compatriote ». C'était le premier encouragement que je recevais. Cela alla droit à la vanité de mon cœur. Je lui dis ensuite qu'il devait attendre pour le payement de son travail. Il me répondit qu'il attendrait tant que je voudrais. » La pièce fut acceptée et jouée avec succès ; quelques semaines après Boucicault se trouvait en possession de 300 livres. Il était payé dans ce premier effort autant que Bulwer pour Lady of Lyons et cent livres de moins que Sheridan pour son Love Chase.
Boucicault a publié lui-même dans le North American Review les émotions qu'il a éprouvées à la représentation de cette première œuvre.
Durant le spectacle, l'auteur anxieux errait dans les couloirs du théâtre ; on l'avait exclu de la scène, car, disait-on, sa présence rendait les acteurs nerveux. Il prit place dans les loges supérieures et là il écouta sa pièce. Comme ce qu'on jouait lui sembla long et insipide ! Le premier acte provoqua çà et là quelques rires, et alors il respira. La scène capitale du second acte suscita les premiers applaudissements. La pièce continua et il aperçut dans la loge voisine quelques artistes du théâtre, il se glissa derrière eux pour écouter ce qu'ils disaient. Le jugement qu'ils portèrent n'était pas très favorable. Enfin le succès se dessina. Les applaudissements se firent entendre. Boucicault, tout bouleversé, quitta le théâtre et alla s'accouder à la balustrade du pont de Waterloo. La pluie et le froid fouettaient son visage, mais il n'y fit pas attention. Bientôt, se rappelant que la pièce n'était pas terminée et que le sentiment du public pouvait changer, il retourna au Covent Garden. Mais le public acclamait son œuvre et demandait l'auteur. « On vous cherche, monsieur, on vous cherche, suivez-moi » lui dit un avertisseur, dès qu'il l'aperçut. « Venez », lui cria M. Mathews, le directeur et l'un des principaux interprètes de son œuvre, « n'entendez-vous pas que le public vous appelle!

— Il m'appelle, balbutia Boucicault. Pourquoi ? »

Mathews le prend dans ses bras, le pousse et il se trouve soudainement en présence du public. Il ne voit rien que la lumière des quinquets, il n'entend rien que la rumeur du public. Il s'échappe bientôt et se rend au foyer. Il regarde les comédiens, balbutie quelques paroles incohérentes à chacun d'eux.
M. Mathews le conduit à Mmes Vestris et Nesbitt, deux de ses interprètes. « Quoi, s'écria le comédien. N'avez-vous rien à leur dire ? C'est le moment de parler. » M. Boucicault regarda l'une et l'autre et répliqua :

— Voulez vous m'embrasser ?

Et il les embrassa.

Le jeune homme recouvra alors sa présence d'esprit.
Depuis cette époque, Dion Boucicault a produit un grand nombre de pièces, Il a été le fournisseur attitré des scènes anglo-saxonnes. Il a adapté un grand nombre de pièces françaises. Sa fécondité était prodigieuse et le nombre de ses pièces ou adaptations s'élève à plus de quatre cents.
Son début, comme acteur, à Londres, remonte au 14 juin 1852, Il joua au Princess Theatre, dans Le Vampire, œuvre qu'il avait traduite du français. Sa carrière comme comédien est certainement moins brillante que celle de l'auteur dramatique. Mais Dion Boucicault était passionné de théâtre, il ne respirait bien que dans les coulisses où son cœur et sa vanité trouvaient des satisfactions qui le rendaient heureux. Volontiers il parlait de son confrère Shakespeare. Il faisait un soir remettre la première représentation de l'une de ces pièces, parce que M. Gladstone devait ce jour-là prononcer un discours et qu'il ne fallait pas distraire l'attention du public.
Depuis 1874, Dion Boucicault s'était retiré à New York où il continua à exercer sa triple profession d'auteur, d'acteur et de directeur. Ce qui faisait dire qu'il savait écrire une pièce de théâtre, la monter et la jouer. C'est à New York qu'il est mort le 18 septembre 1890. La postérité se montrera sévère pour lui parce qu'il a gâché d'heureux dons, et qu'il n'a vu dans le théâtre qu'un métier lucratif au lieu d'un art à servir.
L. Vernay »

## Adaptations au cinéma
- The Colleen Bawn, film réalisé par Sidney Olcott en 1911
- Arrah-Na-Pogue, film réalisé par Sidney Olcott en 1911
- The O'Neill, film réalisé par Sidney Olcott en 1912